# Surrey (Colúmbia Britànica)

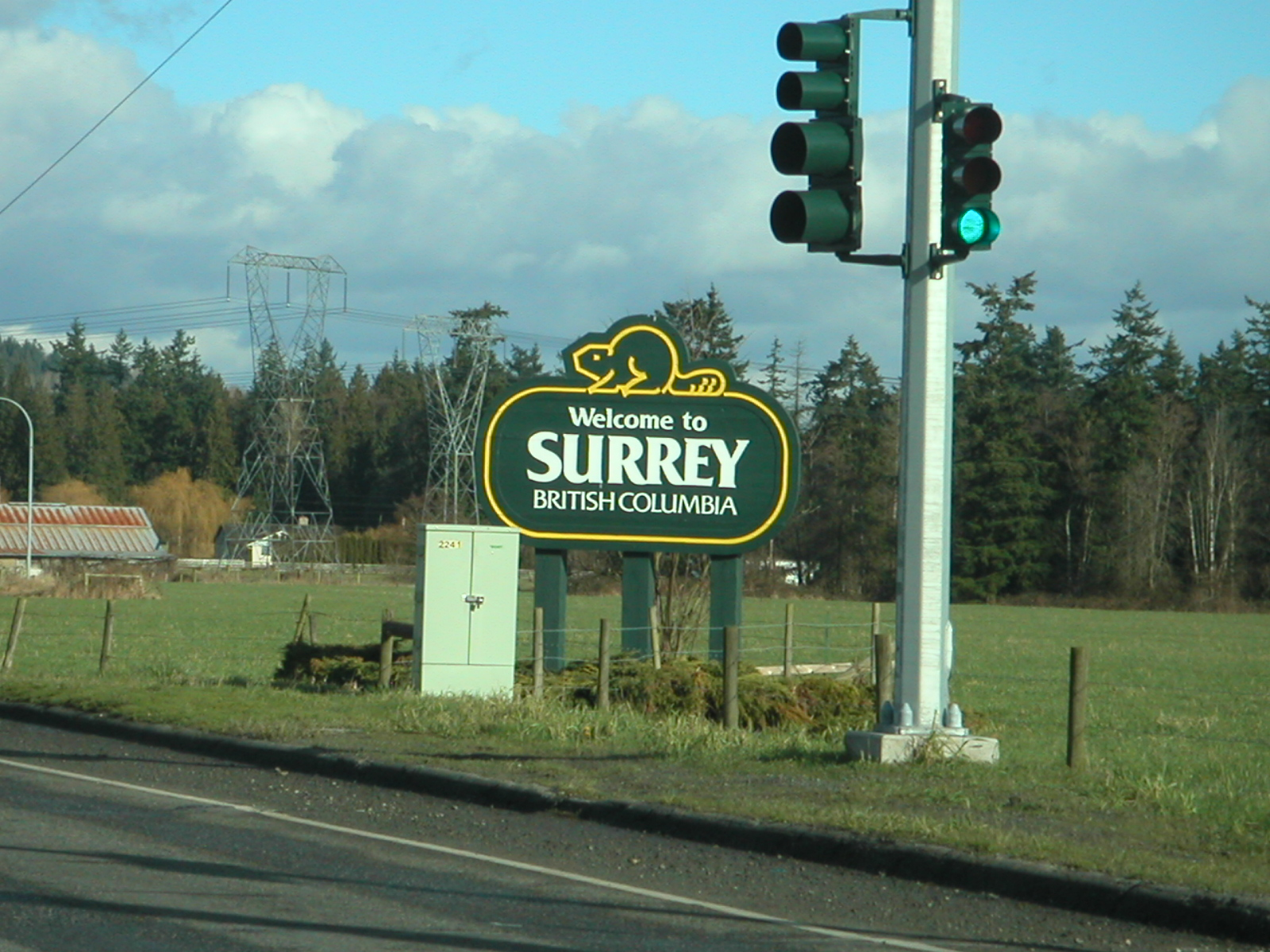
Cartell de benvinguda a la Ciutat de Surrey.

Surrey (49° 11′ N, 122° 51′ O / 49.183°N,122.850°O) és una ciutat canadenca de la província de la Colúmbia Britànica. Conforma part del Districte Regional de Gran Vancouver, i; és part de l'Àrea Metropolitana de Vancouver.

## Demografia
Té una població d'aproximadament 468,000 habitants.
La seua extensió és de 317.4 km².
És la segona ciutat més populosa de la província, solament arrere de Vancouver.
El seu alcalde és Dianne Watts, electa en novembre de 2005.